# Aage Bertelsen
Aage Bertelsen (Næstved, 28 settembre 1873 – Copenaghen, 9 settembre 1945) è stato un pittore danese.
Fu uno dei membri della spedizione danese verso la Groenlandia nord-orientale. Lavorò anche presso la Kähler Keramik, fabbrica di ceramiche della sua città natale.

## I primi anni
Aage Bertelsen nacque a Næstved, dove il padre, il pittore Rudolf Bertelsen, era insegnante d'arte presso il collegio scolastico Herlufsholm. Fin dalla più tenera età imparò a disegnare e dipingere dal padre, nonché dal pittore L. A. Ring, intimo amico di famiglia. Successivamente, dal 1892 al 1896, frequentò la scuola d'arte Kunstnernes Frie Studieskoler, a Copenaghen. Qui fu uno degli studenti di Kristian Zahrtmann, che accompagnò in un viaggio in Italia nel 1897. Una borsa di studio accademica gli permise di visitare Roma, Napoli e Venezia. A questi seguirono soggiorni in Germania, Francia, Norvegia e Svezia.

## La spedizione in Groenlandia (1906-08)

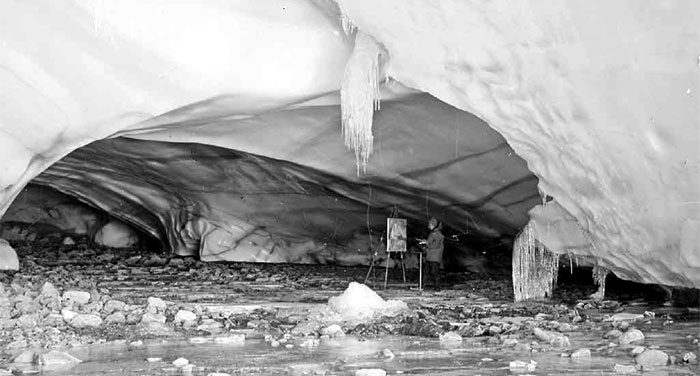
Aage Bertelsen dipinge la grotta di Gnipa.

Aage Bertelsen e Achton Friis parteciparono, rispettivamente come pittore e disegnatore, alla spedizione nella Groenlandia nord-orientale finanziata dalla casa reale danese. 28 partecipanti (tra cui il tedesco Alfred Wegener) e più di 70 cani salirono a bordo della Danmark, la nave a vela con propulsione a vapore al comando di Ludvig Mylius-Erichsen, dirigendosi verso una zona all'epoca non ancora esplorata. Per procedere verso l'estremo Nord, usfruirono di slitte trainate da cani. Durante il viaggio Bertelsen creò un gran numero di piccoli dipinti a olio e acquerelli raffiguranti il paesaggio groenlandese nelle diverse stagioni. Molti dei suoi dipinti andarono a illustrare il libro In Groenlandia con Mylius-Erichsen di Achton Friis, del 1910, che racconta le dure condizioni che questi uomini dovettero affrontare durante l'inverno groenlandese, che portarono alla morte sia del capo-spedizione Mylius-Erichsen che di altri due membri del gruppo.
Nel maggio del 1907, durante un giro in slitta, Bertelsen, Johan Peter Koch e il musher Tobias Gabrielsen (1878-1945) avvistarono, da Capo Nord-est, un'isola scorta in seguito anche da altri esploratori, come Lauge Koch, Peter Freuchen e Ivan Papanin: si trattava dell'isola fantasma divenuta nota in seguito come Terra della Fata Morgana, la cui esistenza è stata invalidata da ricerche successive.
La partecipazione di Bertelsen alla spedizione della Danmark è commemorata da toponimi come ghiacciaio di Aage Bertelsen e Capo Aage Bertelsen.

## Gli ultimi anni
Bertelsen e Friis esposero i loro disegni della Groenlandia nel 1908 alla Den Frie Udstilling («L'esibizione libera») di Copenaghen e successivamente ad Aarhus e Odense.
Nel 1908 Bertelsen sposò Karen Dorothea Schmidt (Flensburgo, 1880 a Flensburg - Birkerød, 1961). Stabilitisi a Birkerød, ebbero un figlio nel 1912, Erik Bertelsen, che nel 1933 prese parte alla «settima spedizione Thule» di Knud Rasmussen e in seguito divenne direttore della pesca e degli affari portuali della Danimarca.
Oltre ai suoi dipinti della Groenlandia, Bertelsen era conosciuto anche per i suoi disegni raffiguranti foreste allagate inondate dalla luce della primavera. Molti dei suoi dipinti raffigurano la Danimarca rurale, con campi, prati, fiumi e fattorie solitarie in stile tardo-impressionista.
Nel 1924 fu cofondatore della Kunst for Varer («Arte come merce»), della quale fu presidente fino alla morte, giunta nel 1945. Fu sepolto nel cimitero di Birkerød.